# Amphicyonidae
Amphicyonidae är en familj av utdöda hundartade rovdjur som levde mellan eocen och senare miocen.
De flesta fossil av familjen hittades på norra halvklotet men några stora medlemmar förekom på södra halvklotet, till exempel i Namibia. Arten Amphicyon major från Europa nådde uppskattningsvis en vikt av 100 till 300 kg. Kännetecknande för familjen är utformningen av de övre molarernas krona. Andra skelettdelar som inte tillhör kraniet har drag som påminner om hunddjur samt drag som liknar björnar.
McKenna & Bell (1997) delar familjen i tre underfamiljer med tillsammans 34 släkten.